# Justizvollzugsanstalt Arnstadt
Die Justizvollzugsanstalt Arnstadt (JVA Arnstadt) ist eine Justizvollzugsanstalt mit einer Abteilung für Jugendvollzug, Heranwachsende und junge Untersuchungsgefangene im Ortsteil Rudisleben der Stadt Arnstadt in Thüringen. In direkter Nachbarschaft befindet sich die Jugendarrestanstalt Arnstadt.

## Zuständigkeit und Haftplätze
Die Vollstreckungszuständigkeit der JSA Arnstadt ergibt sich aus der Thüringer Verordnung über den Vollstreckungsplan vom 16. Juni 2010. Sie ist zuständig für den Vollzug an männlichen Gefangenen im Alter von 14 bis 21 Jahren und verfügt über insgesamt 340 Haftplätze, wovon 280 im geschlossenen Vollzug und 20 im offenen Vollzug sind.

## Geschichte
Am 14. August 2009 wurde mit dem Neubauvorhaben einer Jugendstrafanstalt (JSA) Arnstadt mit angegliederter Jugendarrestanstalt in Arnstadt-Rudisleben begonnen, welches die baulich veraltete und sanierungsbedürftige Jugendstrafanstalt Ichtershausen nebst Zweiganstalt Weimar ersetzen sollte und zur dauerhaften Nutzung mit Haftplätzen für 340 Häftlinge im Alter von 14 bis 21 Jahren konzipiert wurde. Die Bausumme der neuen Jugendstrafanstalt wurde damals mit 73 Millionen Euro veranschlagt. Am 7. Juli 2014 zogen die 167 Insassen und 145 Bediensteten der JSA Ichtershausen mit der endgültigen Inbetriebnahme ein Jahr später als ursprünglich geplant in die neue Haftanstalt um. Der Neubau wurde in knapp fünf Jahren für mehr als 80 Millionen Euro errichtet.
Schon bald nach Bezug kam es, nach den Aussagen von Gefangenen, des damaligen Gefängnisseelsorgers und schließlich auch des damaligen Justizministers, Dieter Lauinger, zu Zerwürfnissen zwischen der Anstaltsleiterin und dem Gefängnisseelsorger, aber auch zu schweren Straftaten gegen Gefangene durch das Justizpersonal. So wurde bei einem Gefangenen eine Krebserkrankung lange Zeit nicht behandelt. Die damalige Anstaltsleiterin habe nicht auf die Vorwürfe reagiert oder sie sogar selbst verschuldet. Die Leitung wurde 2018 ausgetauscht.
Zum 1. Oktober 2024 wurde die Jugendstrafanstalt in eine Justizvollzugsanstalt mit einer Abteilung für Jugendvollzug, Heranwachsende und junge Untersuchungsgefangene umgewidmet.